# Derek Whyte
Derek Whyte (ur. 31 sierpnia 1968 w Glasgow) – piłkarz szkocki grający na pozycji środkowego obrońcy.

## Kariera klubowa
Derek Whyte wychował się w klubie Celtic F.C., wywodzącym się z jego rodzinnego Glasgow. Po występach w młodzieżowej drużynie Celtic Boys trafił do pierwszego składu w 1985 roku, a już 22 sierpnia tego samego roku zadebiutował w Scottish Premier League w zremisowanym 1:1 wyjazdowym spotkaniu z Heart of Midlothian F.C. W sezonie 1985/1986 będąc rezerwowym wywalczył swój pierwszy tytuł mistrza Szkocji, a w następnym, gdy grał już w wyjściowej jedenastce, został z Celtikiem wicemistrzem kraju. W 1988 roku zdobył z "The Bhoys" dublet, pierwszy od sezonu 1976/1977. Był to zarazem drugi i ostatni tytuł mistrzowski Whyte'a z Celtikiem, gdyż w kolejnych latach prymat w kraju dziewięciokrotnie z rzędu broniła drużyna Rangers F.C. Jedynym sukcesem do 1992 roku, jakie Derek osiągnął z Celtikiem było zdobycie Pucharu Szkocji w 1989 roku. Ogółem przez 7 lat rozegrał dla Celtiku 211 ligowych meczów, w których zdobył 7 goli.
1 sierpnia 1992 roku Whyte trafił do Anglii. Podpisał kontrakt z grającym w Division One zespołem Middlesbrough F.C., który zapłacił za niego 900 tysięcy funtów. W jego barwach swój pierwszy mecz zaliczył 15 sierpnia przeciwko Coventry City, który "Boro" przegrało 1:2. Przez trzy lata występował z Middlesbrough na zapleczu Premier League, aż w końcu w sezonie 1994/1995 wywalczył do niej awans. W 1997 roku awansował do finału Pucharu Anglii i Pucharu Ligi Angielskiej, jednak w obu przypadkach gracze Middlesbrough schodzili z boiska pokonani (odpowiednio 0:2 z Chelsea oraz 1:1 i 0:1 z Leicester City). Dodatkowo na koniec sezonu zespół spadł do Division One.
W połowie sezonu 1997/1998 Whyte wrócił do Szkocji i został piłkarzem Aberdeen F.C. Został kapitanem zespołu zastępując w tej roli Jima Leightona, a w 2000 roku dotarł do finału Pucharu Szkocji i Pucharu Ligi Szkockiej - oba Aberdeen przegrało. W 2002 roku odszedł do Partick Thistle F.C. W listopadzie 2003 został grającym menedżerem zespołu (w tej roli pracował do marca 2004), a po sezonie 2003/2004 zakończył piłkarską karierę.
| Sezon   | Klub                 | Kraj    | Rozgrywki               | Mecze | Bramki |
| ------- | -------------------- | ------- | ----------------------- | ----- | ------ |
| 1985/86 | Celtic F.C.          | Szkocja | Scottish Premier League | 11    | 0      |
| 1986/87 | Celtic F.C.          | Szkocja | Scottish Premier League | 42    | 0      |
| 1987/88 | Celtic F.C.          | Szkocja | Scottish Premier League | 41    | 3      |
| 1988/89 | Celtic F.C.          | Szkocja | Scottish Premier League | 22    | 0      |
| 1989/90 | Celtic F.C.          | Szkocja | Scottish Premier League | 35    | 1      |
| 1990/91 | Celtic F.C.          | Szkocja | Scottish Premier League | 24    | 2      |
| 1991/92 | Celtic F.C.          | Szkocja | Scottish Premier League | 40    | 1      |
| 1992/93 | Celtic F.C.          | Szkocja | Scottish Premier League | 1     | 0      |
| 1992/93 | Middlesbrough F.C.   | Anglia  | Division One            | 35    | 0      |
| 1993/94 | Middlesbrough F.C.   | Anglia  | Division One            | 42    | 1      |
| 1994/95 | Middlesbrough F.C.   | Anglia  | Division One            | 36    | 1      |
| 1995/96 | Middlesbrough F.C.   | Anglia  | Premier League          | 25    | 0      |
| 1996/97 | Middlesbrough F.C.   | Anglia  | Premier League          | 21    | 0      |
| 1997/98 | Middlesbrough F.C.   | Anglia  | Division One            | 8     | 0      |
| 1997/98 | Aberdeen F.C.        | Szkocja | Scottish Premier League | 19    | 0      |
| 1998/99 | Aberdeen F.C.        | Szkocja | Scottish Premier League | 35    | 0      |
| 1999/00 | Aberdeen F.C.        | Szkocja | Scottish Premier League | 20    | 0      |
| 2000/01 | Aberdeen F.C.        | Szkocja | Scottish Premier League | 29    | 0      |
| 2001/02 | Aberdeen F.C.        | Szkocja | Scottish Premier League | 31    | 0      |
| 2002/03 | Partick Thistle F.C. | Szkocja | Scottish Premier League | 25    | 0      |
| 2003/04 | Partick Thistle F.C. | Szkocja | Scottish Premier League | 15    | 0      |

## Kariera reprezentacyjna
W reprezentacji Szkocji Whyte zadebiutował 14 października 1987 roku w wygranym 2:0 spotkaniu z Belgią. W 1992 i 1996 roku był w kadrze Szkocji na Euro 92 i Euro 96, jednak na obu turniejach był rezerwowym. W 1998 roku został powołany przez Craiga Browna do kadry na mundial we Francji, ale tam także nie wystąpił w żadnym ze spotkań Szkotów. Karierę reprezentacyjną zakończył w 1999 roku, a jego ostatnim występem był towarzyski mecz z Niemcami (1:0). W kadrze narodowej wystąpił 12 razy.